# Araotes
Araotes is een geslacht van vlinders van de familie Lycaenidae.

## Soorten
- A. lapithis (Moore, 1857)
- A. perrhaebis Semper, 1890